# Janne Saarinen
Janne Johannes Saarinen (ur. 28 lutego 1977 w Espoo) – piłkarz fiński grający na pozycji środkowego obrońcy. W swojej karierze rozegrał 42 mecze w reprezentacji Finlandii.

## Kariera klubowa
Karierę piłkarską Saarinen rozpoczął w klubie HJK Helsinki. W 1993 roku awansował do kadry pierwszego zespołu i wtedy też zadebiutował w jego barwach w pierwszej lidze fińskiej. W zespole HJK występował do końca 1996 roku. W latach 1993 i 1996 zdobył z HJK Puchar Finlandii.
W 1997 roku Saarinen wyjechał do Szwecji i został zawodnikiem klubu IFK Göteborg. Przez 2 lata rozegrał 3 mecze w lidze szwedzkiej i w 1999 roku wrócił do HJK. W 2000 roku zdobył swój trzeci Puchar Finlandii w karierze.
W 2001 roku Saarinen zmienił klub i został piłkarzem Rosenborga Trondheim. W 2001, 2002 i 2003 roku wywalczył z Rosenborgiem trzy tytuły mistrza Norwegii. W 2003 roku zdobył też Puchar Norwegii.
Latem 2003 roku Saarinen przeszedł do TSV 1860 Monachium. W niemieckiej Bundeslidze zadebiutował 20 sierpnia 2003 w wygranym 1:0 wyjazdowym meczu z 1. FC Kaiserslautern. W TSV 1860 grał przez sezon.
W 2004 roku Saarinen odszedł z TSV 1860 do FC København. W sezonie 2004/2005 wygrał z nim rozgrywki Royal League oraz został wicemistrzem kraju, a w sezonie 2005/2006 wywalczył mistrzostwo Danii.
W 2006 roku Saarinen wrócił do Finlandii i w latach 2006–2007 grał w Honce. W latach 2008–2009 ponownie grał w Szwecji, w BK Häcken. W 2010 roku występował w HJK, w którym zakończył karierę.
| Sezon   | Klub               | Kraj      | Rozgrywki     | Mecze | Bramki |
| ------- | ------------------ | --------- | ------------- | ----- | ------ |
| 1993    | HJK Helsinki       | Finlandia | Veikkausliiga | 1     | 0      |
| 1994    | HJK Helsinki       | Finlandia | Veikkausliiga | 9     | 0      |
| 1995    | HJK Helsinki       | Finlandia | Veikkausliiga | 14    | 0      |
| 1996    | HJK Helsinki       | Finlandia | Veikkausliiga | 21    | 1      |
| 1997    | IFK Göteborg       | Szwecja   | Allsvenskan   | 3     | 0      |
| 1998    | IFK Göteborg       | Szwecja   | Allsvenskan   | 0     | 0      |
| 1999    | HJK Helsinki       | Finlandia | Veikkausliiga | 8     | 0      |
| 2000    | HJK Helsinki       | Finlandia | Veikkausliiga | 29    | 3      |
| 2001    | Rosenborg BK       | Norwegia  | Tippeligaen   | 19    | 0      |
| 2002    | Rosenborg BK       | Norwegia  | Tippeligaen   | 19    | 0      |
| 2003    | Rosenborg BK       | Norwegia  | Tippeligaen   | 3     | 0      |
| 2003/04 | TSV 1860 Monachium | Niemcy    | Bundesliga    | 17    | 0      |
| 2004/05 | FC København       | Dania     | Superligaen   | 9     | 0      |
| 2005/06 | FC København       | Dania     | Superligaen   | 7     | 0      |
| 2006    | FC Honka           | Finlandia | Veikkausliiga | 16    | 5      |
| 2007    | FC Honka           | Finlandia | Veikkausliiga | 22    | 3      |
| 2008    | BK Häcken          | Szwecja   | Superettan    | 24    | 0      |
| 2009    | BK Häcken          | Szwecja   | Allsvenskan   | 23    | 0      |
| 2010    | HJK Helsinki       | Finlandia | Veikkausliiga | 5     | 0      |

## Kariera reprezentacyjna
W reprezentacji Finlandii Saarinen zadebiutował 16 sierpnia 2000 roku w wygranym 3:1 meczu Mistrzostw Nordyckich z Norwegią. W swojej karierze grał w eliminacjach do MŚ 2002, Euro 2004 i MŚ 2006. Od 2000 do 2008 roku rozegrał w kadrze narodowej 42 mecze.